# بلمة المتوسط
بَلَمة المتوسط أو الأنشوفة الأوروبية (Engraulis encrasicolus) هي سمكة أعلاف ترتبط إلى حد ما بالرنجة. تُصنف الأنشوفة في أسرة Engraulidae.
يمكن تمييزها بسهولة عن طريق الفم المشقوق، حيث تكون زاوية التثاقل وراء العينين. يمتد الخطم المدبب إلى ما وراء الفك السفلي. تشبه السمكة الرنكة بذيلها متشعب وزعنفتها الظهرية الوحيدة، ولكن الجسم مستدير ونحيل. الحد الأقصى للطول هو 21 سم (8 1⁄8 بوصة).

## التوزع والانتشار
الأنشوفة الأوروبية وفيرة العدد في البحر المتوسط، كما كانت وفيرة سابقا في البحر الأسود وبحر أزوف. يتم صيدها بانتظام على سواحل بلغاريا وكرواتيا وفرنسا وجورجيا واليونان وإيطاليا وألبانيا ورومانيا وروسيا واسبانيا وتركيا وأوكرانيا. يمتد نطاقها أيضا على طول الساحل الأطلسي لأوروبا إلى جنوب النرويج. وهي شائة في فصل الشتاء قبالة ديفون وكورنوال (المملكة المتحدة)، ولكن لم يتم صيدها حتى الآن بكميات ذات أهمية تجارية.

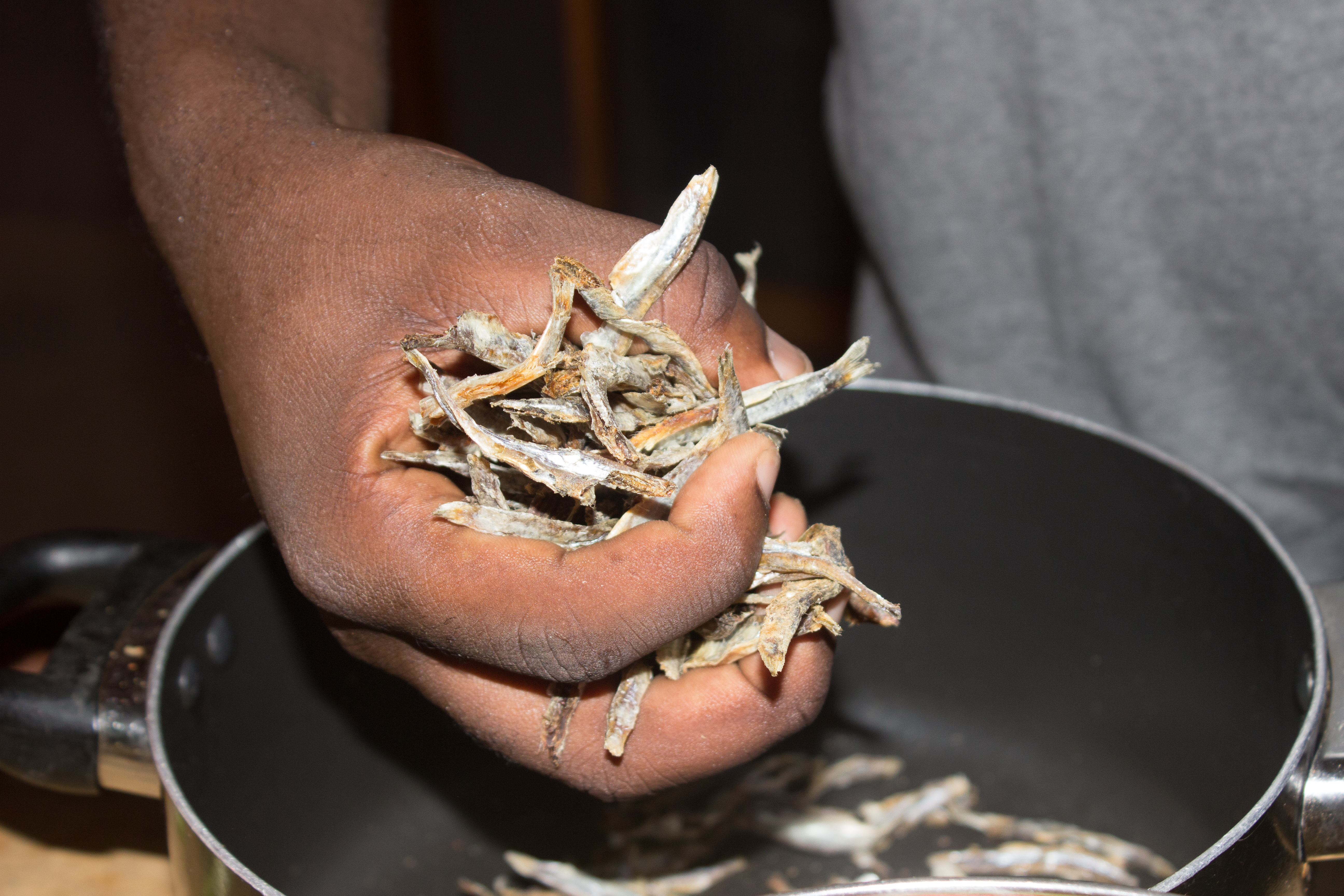
أنشوغة في غانا

### زاوديرزي والقنال الإنجليزي
كان يتم صيدها في السابق بأعداد كبيرة قبالة سواحل هولندا في الصيف عندما تدخل وادنسي وزاوديرزي. بعد إغلاق زاوديرزي كانت لا تزال موجودة في وادنسي حتى الستينات. كان يتم صيدها أيضا في مصب شيلدت.
يعتقد أن سمك الأنشوفة يهاجر من زاوديرزي وشيلت في الخريف إلى الطرف الغربي من القنال الإنجليزي، يعود من هناك في الربيع التالي. كان يُعتقد أن هناك جماعة معزولة منها، إذ لا تهاجر أي منهأ من الجنوب خلال الصيف نحو القنال الإنجليزي، رغم وجود النوع موجودة قبالة ساحل البرتغال. ويمكن تفسير هذا بأن تصبح المياه الضحلة والحبيسة لزاوديرزي وكذلك الساحل الهولندي تكون أدفأ من مياه سواحل بريطانيا في الصيف، لذلك تتناسل الأنشوفة وتحافظ على أعدادها بشكل أفضل في المياه الهولندية الدافئة.
وصف علماء الطبيعة الهولنديون على شواطئ زاوديرزي عمليات تناسل وتطور هذه الكائنات. يجري التبويض في يونيو ويوليو. البيض قابل للطفو وشفاف مثل معظم بيض السمك، ولكن يختلف بأن شكله مستطيل كالسجق بدلا من الشكل الكروي. وهي تشبه بيوض الرنكة والبلشار في وجود صفار مقسم وبدون كريات زيت. تفقس البيوض بعد يومين أو ثلاثة من الإخصاب، وهو دقيقة وشفافة. في أغسطس يعثر على الكائنات الشابة، بطول حوالي 38 إلى 89 ملم (1.5 إلى 3.5 بوصة) في زاوديرزي، وتكون هذه نتاج بيوض الصيف السابق.
لا يوجد دليل على أن جميع الأنشوفة سواء أو البالغة تغادر زاوديرزي في الخريف، ولكن من المحتمل أن تفعل ذلك بالنظر إلى درجة حرارة الشتاء هناك. تم العثور على البيض أيضا في خليج نابولي وقرب مرسيليا وقبالة سواحل هولندا، كما عثر عليها في مرة قبالة ساحل لانكشاير. تمت دراسة تواجد الأنشوفة في القنال الإنجليزي من قبل مختبر الجمعية البيولوجية البحرية في بليموث. حدثت أكثر وفرة في عام 1889 و1890. في السنة السابقة تم صيد أعداد كبيرة من دوفر في شبكات صغيرة تستخدم لصيد أسماك الإسبرط. في ديسمبر التالي، تم صيد أعداد كبيرة منها في توركاي. في نوفمبر 1890 تم صيد ألف من الأسماك في يومين من قوارب صيد سمك البلشار بالقرب من بليموث. تم صيدها بالقرب من إيديستون.

### البحر الأسود وبحر آزوف
في المناطق المحيطة بالبحر الأسود، تدعى الأنشوفة الأوروبية غافروس (Γαύρος) في اليونانية، هامسي hamsie في الرومانية، ქაფშია (كابشيا) أو ქაფშა (كابشا) في الجورجية، هامسي hamsi في التركية، هابسي hapsi في اللهجة التركية البنطية، هابشيا Hapchia في لغة لاز، خامسيا (хамсия) باللغة البلغارية، وخامسا хамса () باللغتين الروسية والأوكرانية. كان اسمها اليوناني القديم ἀφύη، أفي، لاحقا اللاتينية إلى أبيوفا أو أبيووا apiuva، ومنها إلى الإيطالية أتشوغا acciuga من أنتشوا anciúa بلهجة جنوة. تستخدم اليونانية الحديثة أيضا أنتسيوا αντζούγια، وهي محرفة من الاسم الجنوي، ويطلث على منتج الأنشوغة المصنع - مقابل غافروس أو الأنشوفة الطازجة.
يمكن لإنشوفة البحر الأسود البالغة أن تصل إلى حوالي 12-15 سم (4.7 إلى 6 بوصة). وتهاجر شمالاً في الصيف إلى المياه الضحلة الدافئة في بحر آزوف للغذاء والتكاثر، وتعود إلى الأعماق في الشتاء بهجرتها عبر مضيق كيرتش. تتحرك الأسماك خلال الهجرة في أسراب ضخمة وتطاردها النوارس والدلافين. وهي تشكل قسما كبيرا من صناعات تجهيز الأسماك والصيد، سواء بالتعليب أو التجميد. وفي تركيا، فهي الغذاء الرئيسي لمطبخ البحر الأسود المحلي،  وتستخدم على نطاق واسع في أطباق المقالي والمخبوزات وحتى الحلوى. وهي تقلى في بلغاريا وتقدم في مطاعم الوجبات السريعة الرخيصة على الساحل، وعادة تقدم معها البيرة. ولا تزال تتمتع بشعبية كبيرة، رغم أن سيادتها على الأطباق بدأت تتلاشى منذ تسعينات القرن الماضي.
استنفدت أعداد الأنشوفة في البحر المتوسط بشدة في الثمانينيات من قبل قنديل البحر المشطي Mnemiopsis leidyi الدخيل على المنطقة والذي يأكل البيض والأسماك الصغيرة، وقد استقر التعداد منذ ذلك الحين وإن كان بمستوى أقل بكثير.